# Jazz thing (tijdschrift)
Jazz thing is een Duits jazz-tijdschrift dat sinds 1993 vijf keer per jaar verschijnt in Duitsland, Oostenrijk, Zwitserland en Nederland. Met een oplage van 26.000 exemplaren is het het jazztijdschrift met de hoogste oplage in de Duitstalige wereld.
Axel Stinshoff treedt op als uitgever en hoofdredacteur. Hij maakt het blad samen met een team van freelance muziekjournalisten.
De artikelen en recensies gaan niet alleen over de "klassieke" jazz uit de Afro-Amerikaanse traditie, maar ook over Europese jazzvormen en over stijlen als blues, soul, wereldmuziek en door jazz beïnvloede hiphop- en clubmuziek. Het tijdschrift heeft ook oog voor vernieuwende stromingen en actuele ontwikkelingen in de jazzscene. Het eerder bijgevoegde tijdschrift Blue rhythm is sinds nummer 80 een integraal onderdeel van Jazz thing .
Het tijdschrift besteed veel aandacht aan musici, vooral jonge talenten, uit Duitstalige landen. In 2004 startte Jazz thing samen met het Keulse label Double Moon het talentontwikkelingsproject "Jazz thing Next Generation". Bij het tijdschrift verscheen een cd met een act uit Duitsland, Oostenrijk of Zwitserland, die in het tijdschrift werd besproken. Sommige van deze acts tekenden daarna platencontracten bij prestigieuze labels.
Als mediapartner voor verzamel-cd's ging Jazz thing ook samenwerkingen aan met diverse jazzlabels en distributeurs uit Duitsland, Europa en de Verenigde Staten (o.a. Palmetto, Warner, Verve Records, Unit Records, ACT Music en Enja Records).
De bijbehorende website biedt actuele content, zoals nieuws, tour- en festivaldata, tv- en radioprogramma's en een tweewekelijkse podcast.
Naar aanleiding van het tienjarig jubileum in 2003 noemde De Volkskrant Jazz Thing "één van de beste jazztijdschriften die er in Nederland te koop zijn".